# Навалишинское ущелье (Сочи)
Навали́шинское уще́лье — часть горного Ахунского хребта, прорезанного течением реки Большая Хоста в Адлерском районе города Сочи, Краснодарский край, Россия.

## Описание
Общая длина Навалишинского ущелья составляет 1500 м. Каньон является одним из красивейших экскурсионных объектов Сочи. По его склонам растут реликтовые деревья, тис и самшит.

## Этимология
Название — от фамилии землевладельца окрестных территорий в XIX веке, Навалишина.

## Интересные места
На одной из террас — Белые скалы, Тисо-самшитовая роща и Хостинская крепость.